# Raw and Uncut (Patrice)
Pour les articles homonymes, voir Raw and Uncut.
Albums de Patrice
Nile
(2006) Free-Patri-Ation
(2008)
Raw and Uncut est un album live de Patrice, paru en 2006. Patrice était accompagné, pour ce concert, par le Shashamani Band.
On retrouve sur Raw and Uncut, la plupart des chansons de l'album précédent de Patrice, Nile comme le titre Soulstorm, mais aussi des chansons plus anciennes, comme Sunshine de l'album How Do You Call It ?. La chanson bonus Don't Cry a été réutilisée dans l'album One, paru en 2010. 

## Titres
1. Change Today
2. Feel It Now
3. Gun
4. Music
5. Done
6. Victoriously
7. Rememba
8. Everyday
9. Soulstorm
10. Africanize Dem
11. It Hurts To Be Alone
12. Sunshine
13. Uncried
14. Bonus: Don't Cry (paru finalement dans l'album One en 2010)